# Стрельба в Таузанд-Окс
В ночь на 8 ноября 2018 года в городе Таузанд-Окс произошло массовое убийство. Предполагаемый преступник, 28-летний Иэн Дэвид Лонг подошёл к бару «Borderline Bar & Grill», где в этот момент проходил кантри-концерт. 

## Ход событий
Лонг застрелил охранника бара. Войдя в бар, он открыл огонь по другим сотрудникам бара. Потом он бросил на танцпол бара несколько дымовых шашек и стал стрелять по убегающим людям. Таким образом были убиты 12 человек, в их числе заместитель окружного шерифа.
Тело самого Лонга полиция обнаружила в офисе рядом с входом в бар, он предположительно совершил самоубийство. Причины произошедшей бойни уточняются.